# 마이클 엔사인
마이클 엔사인(Michael Ensign, 1944년 2월 13일 ~ )은 미국의 배우, 성우이다.

## 출연 작품
- 더 드론 바이러스 (2004년) - Dr. 제미슨 역
- 브링 다운 더 하우스 (2003년)
- 씨비스킷 (2003년)
- 다운 위드 러브 (2003년)
- 컨페션 (2002년)
- 솔라리스 (2002년)
- 섹스 아카데미 (2001년)
- 타이타닉 (1997년) - 벤자민 구겐하임 역
- 라프 매직 (1996년)
- 크리스마스 박스 (1995년)
- 라스트 엔젤 (1994년)
- 블랙 다이아몬드 (1994년)
- 일리언 3 (1994년) - 프랭크 역
- 긴급 구조대 (1993년)
- 귀여운 빌리 (1993년)
- 추락한 백만장자 (1991년)
- 불멸의 록 허드슨 (1990년)
- 1급 비밀 지령 (1989년)
- 파라다이스 (1988년)
- 비밀의 목소리 (1988년)
- 레이디킬러 (1988년)
- 운전면허 (1988년)
- 하우스 (1986년)
- 위험한 관계 (1984, A Touch of Scandal)
- 두 영혼의 남자 (1984년)
- 천사들의 합창 (1984, Shattered Vows)
- 고스트버스터즈 (1984년)
- 위험한 게임 (1983년)
- 이중 함정 (1983년)
- 미스터 마마 (1983년)
- 밀림의 사나이 (1982년)
- 바이스 스퀘드 (1982년)
- 사랑의 시간 (1982년)
- 핑크 플로이드의 더 월 (1982년)
- 버디 버디 (1981년)
- 타이타닉 인양 (1980년)
- 미드나잇 익스프레스 (1978년) - 스탠리 다니엘스 역
- 슈퍼맨 (1978년)

### 텔레비전
- CSI 라스베가스 시즌1 (2000년)
- 프렌즈 (1994년)
- 해저드 마을의 듀크 가족 (1979년)
- 다이너스티 (1981년)